# Contea di Puding
La contea di Puding (普定县S, Pǔdìng XiànP) è una contea della Cina, situata nella provincia del Guizhou e amministrata dalla prefettura di Anshun.